# Sacca di Braunsberg-Heiligenbeil
La sacca di Braunsberg-Heiligenbeil fu una sacca fatta dai sovietici nel marzo del 1945 in Prussia Orientale. Fu una delle più schiaccianti vittorie sovietiche dell'ultimo anno della seconda guerra mondiale.

## Breve cronaca
La sacca ebbe origine mentre i sovietici lanciavano l'offensiva della Vistola e dell'Oder e marciavano nell'ala nord, verso il mar Baltico. Il generale russo Konstantin Konstantinovič Rokossovskij riuscì il 27 gennaio 1945 a raggiungere il Frisches Haff sulla costa, isolando così le forze di Lothar Rendulic (il generale tedesco nel settore di Königsberg) dal Terzo Reich. I tedeschi però respinsero tutti gli attacchi degli assalitori. Ai primi di febbraio la Stavka decise di assegnare il settore alle truppe del 3º Fronte Bielorusso guidato dal generale Ivan Danilovič Černjachovskij (1906 - 18 febbraio 1945) e di sospendere temporaneamente l'offensiva.
Verso il 15 febbraio Cerniakovskij riuscì a ottenere di tentare di tagliare in due parti la sacca, ma non riuscì a mettere in pratica il piano perché il 18 febbraio rimase ucciso per lo scoppio di una granata. Stalin designò a succedergli Alexandr Mikhailovic Vasilevskij il quale cedette la carica di capo di stato maggiore dell'Armata Rossa al collega Antonov. Malgrado Vasilevskij facesse iniziare l'offensiva fin dalla fine di febbraio, fino al 12 marzo i sovietici non fecero progressi per l'accanita resistenza tedesca. Nello stesso giorno Adolf Hitler sostituì Rendulic con Walter Weiss. Due giorni dopo, ovvero il 14 marzo, le forze russe lanciarono l'offensiva finale con forze doppie rispetto al nemico per la fanteria e quintuple per l'artiglieria e, malgrado all'inizio trovassero una dura resistenza (dal 14 al 17 marzo percorsero solo 5 chilometri) il 25 marzo raggiunsero il Frisches Haff e il giorno dopo tagliarono la sacca raggiungendo il mare.
Il Gruppo armate Centro, ridenominato poi Gruppo d'armate Nord, si trovò quindi diviso in 2 sacche: quella di Königsberg e l'altra formatasi intorno alle cittadine di Braunsberg (l'odierna Braniewo in Polonia) e Heiligenbeil (l'odierna Mamonovo in Russia), che venne detta perciò di Braunsberg-Heiligenbeil. Quest'ultima resistette solo 4 giorni (dal 26 al 30 marzo), ma in quei 4 giorni ci fu un tremendo bagno di sangue. La Wehrmacht resistette disperatamente all'attacco sovietico, dissanguandosi. Il 30 marzo i tedeschi, finite le munizioni, si arresero in numero di 50000. Secondo un comunicato russo i vincitori trovarono 80000 cadaveri nella sacca. Ma, se si accettano le cifre del comunicato, è probabile che da 10000 a 20000 di essi siano morti tra il 27 gennaio e il 26 marzo. La resa dei tedeschi in questa sacca provocò la fine anche dell'altra: infatti il 10 aprile il generale Lasch si arrese ai sovietici con i suoi 92000 uomini, dopo aver subìto 42000 morti.